# Banskobistriški okraj
Banskobistriški okraj  (slovaško Banskobystrický kraj; madžarsko Besztercebányai kerület) je upravna enota (okraj) najvišje ravni upravne delitve Slovaške. Leži na jugu države in meji na jugu na Madžarsko, od ostalih slovaških okrajev pa v smeri urinega kazalca od zahoda na Nitranski, Trenčinski, Žilinski, Prešovski in Košiški okraj. Skupaj z Žilinskim okrajem tvori kohezijsko regijo Osrednja Slovaška.
S površino 9454 km² je največji slovaški okraj, s 625.601 prebivalcem po popisu leta 2021 pa eden manj naseljenih. Glavno mesto je Banská Bystrica, poleg nje je večji kraj še Zvolen (ima ok. 40.000 prebivalcev in Tehniško univerzo s 4-mi fakultetami, ki pokrivajo gozdarstvo, lesarstvo in okoljske vede).
Severni del okrožja je gorat, tu se razprostirajo Tatre z najvišjim vrhom Ďumbier (2045 m n. m.), na skrajnem jugu pa so gričevja Južnoslovaške kotline. Skoraj polovico ozemlja pokrivajo gozdovi. Območje je znano po rudarski tradiciji, tu so že od 13. stoletja kopali zlato, srebro in baker, zdaj pa je dejavnost v zatonu. Gospodarsko regija ne dosega slovaškega povprečja. Na severu je razvit zimski turizem, regija pa je prepoznavna tudi po kulturnih spomenikih, zlasti mestu Banská Štiavnica, ki je z ohranjenim srednjeveškim jedrom vpisano na seznam Unescove svetovne dediščine.

### Demografija
| Leto          | 1994    | 2004    | 2014    | 2024    |
| ------------- | ------- | ------- | ------- | ------- |
| Število ljudi | 664.072 | 658.368 | 655.359 | 611.124 |
| Razlika       |         | −0,85 % | −0,45 % | −6,74 % |

| Leto          | 2023    | 2024    |
| ------------- | ------- | ------- |
| Število ljudi | 614.356 | 611.124 |
| Razlika       |         | −0,52 % |

## Okrožja
Košiški okraj se deli na 13 okrožij (okres).
- Banská Bystrica
- Banská Štiavnica
- Brezno
- Detva
- Krupina
- Lučenec
- Poltár
- Revúca
- Rimavská Sobota
- Veľký Krtíš
- Zvolen
- Žarnovica
- Žiar nad Hronom

Okrožja se nadalje delijo na 516 občin, od teh 24 mestnih.